# Groep ARCO
Die Groep ARCO (franz. Groupe ARCO) ist eine belgische genossenschaftliche Holdinggesellschaft. Die Holdingzentrale ist in der Livingstonelaan 6 in Brüssel/Belgien. Sie will nachhaltige Investitionen mit Schwerpunkt auf den wirtschaftlichen, sozialen, ökologischen und ethischen Aspekten tätigen.

## Geschichte
Im Jahre 1935 wurde vom christlichen belgischen Gewerkschaftsverbund Algemeen Christelijk Werknemersverbond (ACW) der Landelijk Verbond van Christelijke Coöperaties (LVCC) (Ländlicher Verbund von Christlichen Kooperativen) gegründet.
Der LVCC wurde Anteilseigner einiger katholischer Organisationen, wie der Welvaart (Wohlfahrt), von Konsumgenossenschaften, der Belgische Arbeiders Coöperatie Centrale Depositokas (BAC Bank) einer Genossenschaftsbank und der Antwerpse Volksspaarkas. Später kamen dann noch genossenschaftliche Versicherungen, wie De Volksverzekering und ab 1945 die Verbondelijke Coöperatieve Vennootschappen hinzu. Die LVCC wurde in den ACW Gewerkschaftsverbund eingebettet.
Die LVCC hat auch Anteile an Verlags-, Druck- und Reiseunternehmen erworben.
Im Jahre 1990 erfolgt eine Organisationsreform, bei der die 28 verbundenen Genossenschaften neu organisiert und aufgeteilt werden. Die LVCC wird zur Groep ARCO.
Die Groep ARCO hat über 850.000 Aktionäre und ein Eigenkapital von 1,7 Milliarden Euro. Sie verfügt über ein verwaltetes Anlagekapital von 4,5 Milliarden Euro.
Vorsitzender des Board of Directors ist Jan Renders, Präsident des belgischen ACW-Gewerkschaftsbundes.

## Struktur
ARCOPAR
ARCOPAR hält mit einem Eigenkapital von ca. 1,7 Milliarden Euro Beteiligungen an anderen ARCO Sparten (ARCOPLUS, ARCOFIN und AUXIPAR), an der Dexia Bank und an weiteren Unternehmen (Elia, SPGE, Proximus, Telenet, GIMV).
ARCOPLUS
Im Jahre 1983 wird Coplus gegründet, die später zur ARCOPLUS wird. ACROPLUS hat ein Eigenkapital von ca. 129,5 Mio. Euro.
Privatpersonen und soziale Organisationen können Genossenschaftsanteile an ARCOPLUS für 123,95 Euro je Anteil erwerben. ARCOPLUS hält Anteile von 10,26 Prozent an der ARCOFIN und von 9,9 Prozent an der AUXIPAR.
ARCOFIN
ARCOFIN investiert im Finanzsektor. Die ARCOFIN hält 13,92 Prozent der Anteile der Dexia Gruppe. Darüber hinaus hält sie einen Anteil an der VDK Spaarbank NV in der Region Gent – Eeklo.
AUXIPAR
Die AUXIPAR wird im Jahre 1974 gegründet. Sie hat ein Eigenkapital von 78 Mio. Euro.
Sie investiert vor allem in Grund und Utility-Dienste (EPC, Escapo, Lindeboom, VEH, SPGE, GIMV) und in Real Estate (Immobilien).